# Hellwigiella dichromoptera
Hellwigiella dichromoptera là một loài tò vò trong họ Ichneumonidae.